# Стрєлковське
Стрєлко́вське (біл. Стралкоўскае) — невелике озеро в Верхньодвінському районі Вітебської області Білорусі.
Озеро розташоване за 25 км на північний схід від міста Верхньодвінськ.
Довжина озера — 1,6 км, ширина — 850 м, площа — 0,93 км². В озеро впадає невеликий струмок, стікає до річки Ужиця, правої притоки Західної Двіни. Площа водозбору — 10,9 км².
Озеро обмежене невисокими схилами, береги низькі, заболочені, місцями вкриті лісом. Узбережжя заросле очеретом. Дно вислане сапропелем.
Поблизу знаходиться село Стрєлки.